# 莫賀咄可汗
莫賀咄可汗（？—630年），阿史那氏，西突厥可汗，达头可汗之子，统叶护可汗的伯父。
莫賀咄原为西突厥小可汗。统叶护统治后期遭到许多部族的反抗，尤其是葛逻禄。628年，他暗杀统叶护，自立为莫贺咄侯屈利俟毗可汗，国中大乱，西突厥从此衰落。
弩失毕部不服，共同推举阿史那泥孰莫贺设为可汗，泥孰却迎立统叶护可汗的儿子咥力特勤，是为肆叶护可汗，与之对抗。西突厥分为两大集团，一为莫贺咄可汗统治的左厢（东厢）咄陆五部：一为肆叶护可汗统治的右厢（西厢）弩失毕五部。肆叶护和莫贺咄互相攻击，战斗不已。莫賀咄为在内部斗争中取得唐朝支持，于630年遣使求和亲。因西突厥内乱，君臣未定，战争不息，唐太宗表示拒绝，失去唐朝政治上支持，部内大乱。630年（一说次年），莫贺咄兵败，逃往金山，被泥孰杀死。

## 延伸阅读
[在维基数据编辑]
 《舊唐書·卷194下》，出自刘昫《舊唐書》

| 前任： 统叶护可汗 | 西突厥可汗 628年—630年 | 繼任： 肆叶护可汗 |